# 3. сарајевска пјешадијска бригада
Трећа сарајевска пјешадијска бригада је била пјешадијска јединица Војске Републике Српске, у саставу Сарајевско-романијског корпуса. Према прелиминарним процјенама, бригада је у рату изгубила 454 борца.

## Састав
3. сарајевска пјешадијска бригада је формирана 25. фебруара 1994. године спајањем три бригаде, чије зоне одговорности су биле Српска општина Центар, општина Вогошћа, општина Рајловац, општина Стари Град, општина Илијаш и општина Илиџа. Јединице које су ушле у новоформирану 3. сарајевску пјешадијску бригаду:
- Кошевска лака пјешадијска бригада, која добија статус батаљона,
- Вогошћанска пјешадијска бригада, која добија статус батаљона,
- Рајловачка пјешадијска бригада, која добија статус батаљона,
- Благовачки батаљон,
- Кривогалавчки батаљон,
- Осјечки батаљон,
- Хрешански батаљон.

Крајем 1994. године, тачније 20. октобра, 3. сарајевској пјешадијској бригади припојене су још двије јединице, које су до тада биле у саставу Илијашке бригаде, а то су:
- 5. Пјешадијски батаљон из Семизовца
- чета "Средње" из 6. Пјешадијског батаљона[1]

## Дан бригаде
20. мај је датум када се у Зворнику сваке године обиљежава дан формирања Илијашке, Илиџанске, Хаџићке, Рајловачке, Кошевске и Вогошћанске бригаде, те одаје почаст погинулим борцима у одбрамбено-отаџбинском рату, припадницима полиције и цивилним жртвама рата са подручја бивших српских сарајевских општина, Илијаш, Илиџа, Хаџићи, Рајловац, Центар и Вогошћа.